# Gustavo Calvente
Gustavo Emiliano Calvente es un jockey argentino nacido en Rojas, provincia de Buenos Aires, el 19 de febrero de 1987.

## Inicios
Gustavo Calvente comenzó su vínculo con el mundo del turf en las cuadreras (carreras no oficiales generalmente celebradas en zonas rurales de Argentina). Su debut oficial fue el 21 de noviembre de 2003 en el Hipódromo Argentino de Palermo con una victoria.

## Estadísticas
Gustavo corrió 12991 carreras y ganó 2045, teniendo un 15,74% de eficiencia. De esas 12991, 685 fueron clásicos de los cuales ganó 106 con una eficiencia del 15,47%, y 324 fueron grandes premios de Grupo 1 escala internacional de los cuales ganó 33 con una eficiencia del 10,19%.
Su logro máximo fue el Gran Premio Latinoamericano celebrado en el Hipódromo de San Isidro con el purasangre Tetaze, quien ganó la prueba con un tiempo de 2:03.71 segundos.